# Генерал артиљерије
Генерал артиљерије (рус. генерал от артиллерии) је био војни чин II класе у Табели рангова Руске Империје. Давао се генералима артиљеријског рода.
Чин је увео император Павле I Петрович 29. новембра 1796, а замијенио је дотадашњи чин генерал-аншефа.
Обраћало му се са „Ваше високопревасходство“.
Генерал артиљерије је по дужности могао бити генерал-инспектор артиљерије, командујући војске војног округа или командант велике војне формације (корпуса, армије, фронта).
Чин је укинут декретом Совјета народних комесара 16. новембра 1917. године.